# RVK (Verein)
Der Verein RVK ist ein Verband der kleinen und mittleren Krankenversicherer in der Schweiz. Er bietet seinen Mitgliedern und auch Nichtmitgliedern unabhängige Dienstleistungen im Bereich Versicherungsmedizin, Versicherungslösungen sowie Bildungsangebote an. Zu den Kunden zählen Versicherungen (insbesondere Krankenkassen), Pensionskassen und Unternehmen.
Der Vereinsname ist RVK mit der ursprüngliche Bedeutung Rückversicherungsverband für Kranken- und Unfallversicherer. Der Verein tritt seit 2017 auch mit der Bezeichnung RVK – Dienstleistungen und Versicherungen für den Gesundheitsmarkt auf, zuvor bis 2017 auch mit der Bezeichnung RVK – Verband der kleinen und mittleren Krankenversicherer.
Der Verein ist gesamtschweizerisch tätig und vertritt 19 kleine und mittlere Krankenversicherer mit rund 955 000 Versicherten (Stand 1. Januar 2025). Der Geschäftssitz befindet sich in Luzern.

## Geschichte
Im Jahr 1932 wurde in Solothurn als «Tuberkulose-Rückversicherungsverband des Konkordates der Schweizerischen Krankenkassen» (TRV) gegründet. Seine Hauptaufgabe damals war die Rückversicherung des Tuberkulose-Risikos. 1949 wurde der TRV aus dem Konkordat der Schweizerischen Krankenkassen ausgegliedert und rechtlich selbstständig. Mit dem Wirtschaftswachstum nach dem Zweiten Weltkrieg erfolgte ein allgemeiner Ausbau der Versicherungsangebote, so erweiterte auch der TRV sein Angebot mit neuen Versicherungen wie Kinderlähmung und Taggeldversicherung. 1954 erfolgte die Namensänderung in «Rückversicherungsverband des Konkordates der Schweizerischen Krankenkassen» (RVK-Rück) und 2004 wurde der Name in von «RVK-Rück» in «RVK» geändert.
2011 gliederte der RVK das Rückversicherungsgeschäft in die neu gegründete Tochtergesellschaft RVK Rück AG aus. Die RVK Rück AG besitzt die Bewilligung der Finma zur Durchführung des Rückversicherungsgeschäfts. Ab 2012 wurde das Dienstleistungsangebot in den Bereichen Risiko- und Leistungsmanagement sowie Versicherungsmedizin und Bildung aufgebaut.

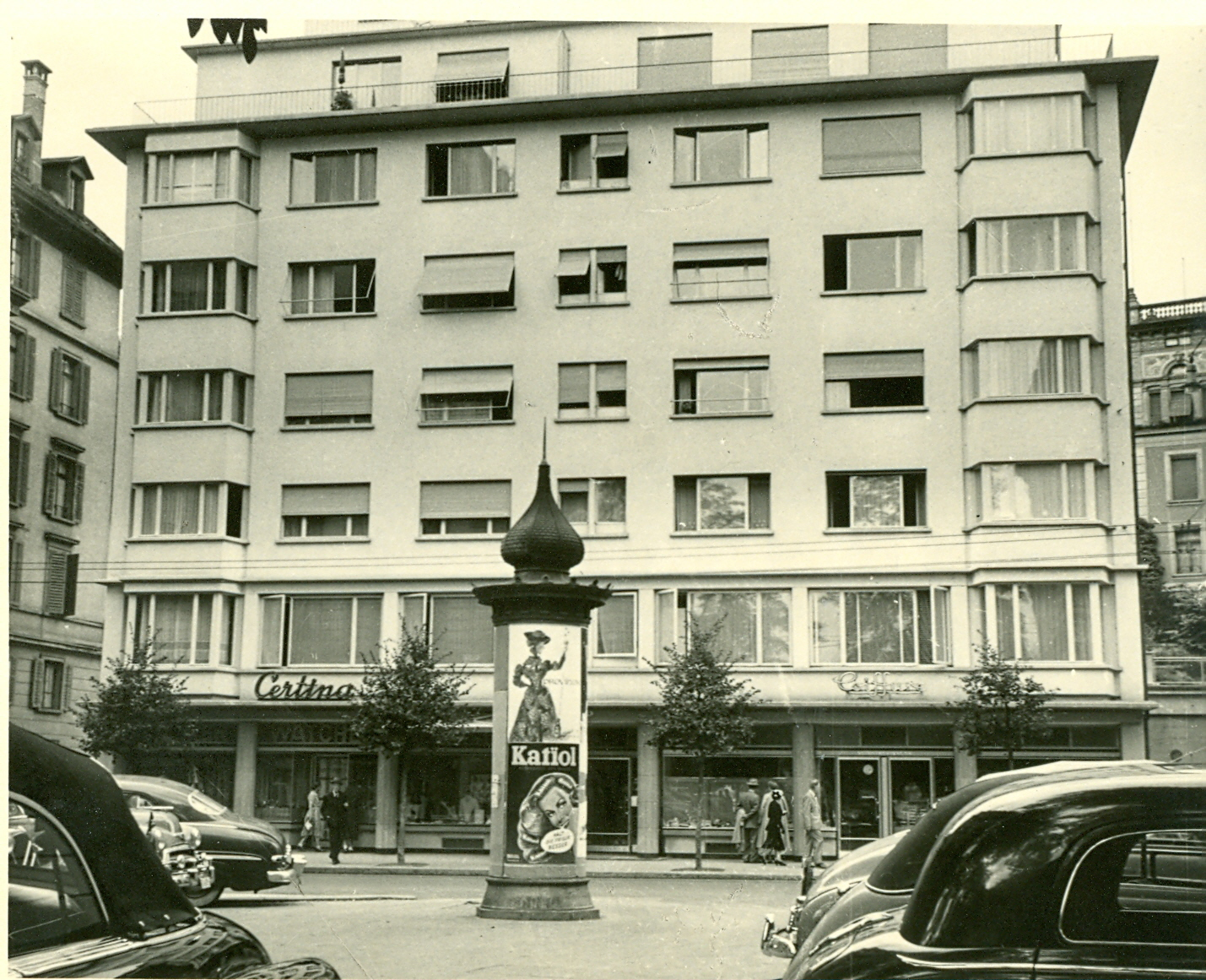
Der Geschäftssitz des RVK befindet sich seit 1953 in Luzern.

## Tätigkeit
Als Verband unterstützt der RVK seine Mitglieder mit Dienstleistungen und Versicherungslösungen.
Der vertrauensärztliche Dienst (VAD) des MedCasePool umfasst Fachärzte, die die Kunden in allen versicherungsmedizinischen Bereichen unabhängig beraten. Es werden versicherungsmedizinische Beratung, Nutzenbewertung und Vergütungsberatung sowie Risikoprüfung angeboten. Im Bereich Leistungsmanagement ist die DRG-Prüfstelle, die sich dafür einsetzt, dass die Spitalleistungen fehlerfrei abgerechnet werden. Weiterhin gibt es ein Pflegestufen-Controlling und -Coaching sowie Spitex-Controlling und -Coaching. Der Leistungseinkauf handelt für die Mitglieder und Kunden Tarife bei den Spitälern aus. Zudem bietet der RVK seinen Mitgliedern vielfältige Managed-Care-Modelle wie das Hausarztsystem an.

## Mitglieder
Der Verband vertritt 50 Prozent aller Krankenversicherer in der Schweiz. Die folgenden Versicherungsträger sind Mitglieder beim RVK (Stand: 1. Januar 2025):
- Agrisano Krankenkasse AG, Brugg
- Aquilana Versicherungen, Baden
- Cassa da malsauns Lumneziana, Vella
- Einsiedler Krankenkasse, Einsiedeln
- FKB – Die liechtensteinische Gesundheitskasse, Balzers (Fürstentum Liechtenstein)
- Glarner Krankenversicherung, Schwanden
- KLuG Krankenversicherung, Zug
- Krankenkasse Birchmeier, Künten
- Krankenkasse Luzerner Hinterland, Zell
- Krankenkasse Steffisburg, Steffisburg
- Krankenkasse Visperterminen, Visperterminen
- Krankenkasse Wädenswil, Wädenswil
- ÖKK, Landquart
- Rhenusana, die rheintaler Krankenkasse, Heerbrugg
- Sanavals Gesundheitskasse, Vals
- Sodalis gesundheitsgruppe, Visp
- Sumiswalder Kranken- und Unfallkasse, Sumiswald
- vita surselva, Ilanz
- Vivao Sympany AG, Basel

## Publikation
In der Publikation Standpunkte nimmt der RVK Stellung zu politischen und wirtschaftlichen Entwicklungen sowie zu Vorhaben und Fragen im Schweizer Gesundheits- und Krankenversicherungswesen. Die Publikation wird jährlich aktualisiert.